# ظهره تلمنس
ظهره تلمنس (به عربی: ظهرة تلمنس) یک روستا در سوریه است که در ناحیه مرکزی معره‌النعمان واقع شده‌است. ظهره تلمنس ۸۹۹ نفر جمعیت دارد.